# Fed Cup 2018 – Světová skupina II
Světová skupina II Fed Cupu 2018 představovala druhou nejvyšší úroveň ženské týmové tenisové soutěže. Konäla se 10. a 11. února 2018. Čtyři páry týmů odehrály vzájemná utkání. Vítězná družstva – Slovensko, Austrálie, Rumunsko a Itálie, postoupily do baráže o světovou skupinu. Na poražené – Rusko, Ukrajinu, Kanadu a Španělsko, čekala dubnová baráž o setrvání v této úrovni soutěže pro rok 2019.

## Účastníci
| Účastníci | Účastníci | Účastníci | Účastníci |
| Austrálie | Itálie    | Kanada    | Rumunsko  |
| Rusko     | Slovensko | Španělsko | Ukrajina  |
| --------- | --------- | --------- | --------- |

## Utkání

### Slovensko vs. Rusko
| Aegon aréna, Bratislava, Slovensko 10.–11. února 2018 tvrdý – DecoColor (hala) | |                                                                                  |     |     |     |  |
| \| 1. \| \| Viktória Kužmová Natalja Vichljancevová \| 4 6 \| 2 6 \| \| \| \| 2. \| \| Magdaléna Rybáriková Anna Kalinská \| 5 7 \| 6 3 \| 6 4 \| \| \| 3. \| \| Jana Čepelová Natalja Vichljancevová \| 6 4 \| 6 4 \| \| \| \| 4. \| \| Viktória Kužmová Anastasija Potapovová \| 3 6 \| 6 3 \| 6 4 \| \| \| 5. \| \| Jana Čepelová / Anna Karolína Schmiedlová Anna Kalinská / Veronika Kuděrmetovová \| 6 3 \| 6 2 \| \| \| \| Nominace \| \| \| \| \| \| \| \| \| Slovensko: Magdaléna Rybáriková (18./405.), Jana Čepelová (114./259.), Viktória Kužmová (121./642.), Anna Karolína Schmiedlová (131./949.), nehrající kapitán Matej Lipták \| \| \| \| \| \| \| \| Rusko: Natalja Vichljancevová (94./689.), Anna Kalinská (150./163.), Anastasija Potapovová (200./246.), Veronika Kuděrmetovová (238./61.), nehrající kapitánka Anastasija Myskinová \| \| \| \| \| \| \| Podrobnosti \| \| \| \| \| \| \| \| \| Oba týmy se v minulosti utkaly třikrát, naposledy v semifinále Světové skupiny 2013. Rusky držely aktivní bilanci vzájemných zápasů 3:0.[1] \| \| \| \| \| \| | |                                                                                  |     |     |     |  |
| | |                                                                                  | 1.  | 2.  | 3.  |  |
| 1. | | Viktória Kužmová Natalja Vichljancevová                                          | 4 6 | 2 6 |     |  |
| 2. | | Magdaléna Rybáriková Anna Kalinská                                               | 5 7 | 6 3 | 6 4 |  |
| 3. | | Jana Čepelová Natalja Vichljancevová                                             | 6 4 | 6 4 |     |  |
| 4. | | Viktória Kužmová Anastasija Potapovová                                           | 3 6 | 6 3 | 6 4 |  |
| 5. | | Jana Čepelová / Anna Karolína Schmiedlová Anna Kalinská / Veronika Kuděrmetovová | 6 3 | 6 2 |     |  |
| Nominace | |                                                                                  |     |     |     |  |
| | Slovensko: Magdaléna Rybáriková (18./405.), Jana Čepelová (114./259.), Viktória Kužmová (121./642.), Anna Karolína Schmiedlová (131./949.), nehrající kapitán Matej Lipták          |                                                                                  |     |     |     |  |
| | Rusko: Natalja Vichljancevová (94./689.), Anna Kalinská (150./163.), Anastasija Potapovová (200./246.), Veronika Kuděrmetovová (238./61.), nehrající kapitánka Anastasija Myskinová |                                                                                  |     |     |     |  |
| Podrobnosti | |                                                                                  |     |     |     |  |
| | Oba týmy se v minulosti utkaly třikrát, naposledy v semifinále Světové skupiny 2013. Rusky držely aktivní bilanci vzájemných zápasů 3:0.                                            |                                                                                  |     |     |     |  |

### Austrálie vs. Ukrajina
| Canberra Tennis Centre, Canberra, Austrálie 10.–11. února 2018 tráva | |                                                                               |      |     |     |  |
| \| 1. \| \| Ashleigh Bartyová Ljudmyla Kičenoková \| 4 6 \| 6 1 \| 6 4 \| \| \| 2. \| \| Darja Gavrilovová Marta Kosťuková \| 63 7 \| 3 6 \| \| \| \| 3. \| \| Ashleigh Bartyová Marta Kosťuková \| 6 2 \| 6 3 \| \| \| \| 4. \| \| Darja Gavrilovová Nadija Kičenoková \| 6 4 \| 2 6 \| 3 6 \| \| \| 5. \| \| Ashleigh Bartyová / Casey Dellacquová Ljudmyla Kičenoková / Nadija Kičenoková \| 6 3 \| 6 4 \| \| \| \| Nominace \| \| \| \| \| \| \| \| \| Austrálie: Ashleigh Bartyová (16./10.), Darja Gavrilovová (26./62.), Destanee Aiavová (188./553.), Casey Dellacquová (—/9.), nehrající kapitánka Alicia Moliková \| \| \| \| \| \| \| \| Ukrajina: Marta Kosťuková (185./—), Nadija Kičenoková (883./46.), Ljudmyla Kičenoková (—/37.), Daša Lopatecká (—/—), nehrající kapitán Michail Filima \| \| \| \| \| \| \| Podrobnosti \| \| \| \| \| \| \| \| \| Oba týmy se v minulosti utkaly čtyřikrát, naposledy ve druhé světové skupině 2017. Ukrajinky držely aktivní bilanci vzájemných zápasů 3:1.[2] Poprvé byla do ukrajinského týmu nominována 15letá Marta Kosťuková,[3] která ve své první dvouhře zdolala Darju Gavrilovovou a druhý den podlehla Ashleigh Bartyové. Kosťuková se v 15 letech a 227 dnech stala historicky nejmladší Ukrajinkou, která zasáhla do soutěže. \| \| \| \| \| \| | |                                                                               |      |     |     |  |
| | |                                                                               | 1.   | 2.  | 3.  |  |
| 1. | | Ashleigh Bartyová Ljudmyla Kičenoková                                         | 4 6  | 6 1 | 6 4 |  |
| 2. | | Darja Gavrilovová Marta Kosťuková                                             | 63 7 | 3 6 |     |  |
| 3. | | Ashleigh Bartyová Marta Kosťuková                                             | 6 2  | 6 3 |     |  |
| 4. | | Darja Gavrilovová Nadija Kičenoková                                           | 6 4  | 2 6 | 3 6 |  |
| 5. | | Ashleigh Bartyová / Casey Dellacquová Ljudmyla Kičenoková / Nadija Kičenoková | 6 3  | 6 4 |     |  |
| Nominace | |                                                                               |      |     |     |  |
| | Austrálie: Ashleigh Bartyová (16./10.), Darja Gavrilovová (26./62.), Destanee Aiavová (188./553.), Casey Dellacquová (—/9.), nehrající kapitánka Alicia Moliková |                                                                               |      |     |     |  |
| | Ukrajina: Marta Kosťuková (185./—), Nadija Kičenoková (883./46.), Ljudmyla Kičenoková (—/37.), Daša Lopatecká (—/—), nehrající kapitán Michail Filima |                                                                               |      |     |     |  |
| Podrobnosti | |                                                                               |      |     |     |  |
| | Oba týmy se v minulosti utkaly čtyřikrát, naposledy ve druhé světové skupině 2017. Ukrajinky držely aktivní bilanci vzájemných zápasů 3:1. Poprvé byla do ukrajinského týmu nominována 15letá Marta Kosťuková, která ve své první dvouhře zdolala Darju Gavrilovovou a druhý den podlehla Ashleigh Bartyové. Kosťuková se v 15 letech a 227 dnech stala historicky nejmladší Ukrajinkou, která zasáhla do soutěže. |                                                                               |      |     |     |  |

### Rumunsko vs. Kanada
| Sala Polivalentă, Kluž, Rumunsko 10.–11. února 2018 tvrdý – Proflex Hardcourt (hala) | |                                                                         |     |      |          |            |
| \| 1. \| \| Sorana Cîrsteaová Carol Zhaová \| 6 2 \| 6 2 \| \| \| \| 2. \| \| Irina-Camelia Beguová Bianca Andreescuová \| 6 3 \| 64 7 \| 6 2 \| \| \| 3. \| \| Irina-Camelia Beguová Katherine Sebovová \| 6 2 \| 6 4 \| \| \| \| 4. \| \| Sorana Cîrsteaová Bianca Andreescuová \| \| \| \| nehrálo se \| \| 5. \| \| Ana Bogdanová / Ioana Raluca Olaruová Gabriela Dabrowská / Carol Zhaová \| 6 4 \| 1 6 \| [6] [10] \| \| \| Nominace \| \| \| \| \| \| \| \| \| Rumunsko: Irina-Camelia Beguová (37./27.), Sorana Cîrsteaová (38./150.), Ana Bogdanová (86./564.), Ioana Raluca Olaruová (—/45.), nehrající kapitán Florin Segarceanu \| \| \| \| \| \| \| \| Kanada: Carol Zhaová (138./201.), Bianca Andreescuová (173./153.), Katherine Sebovová (319./—), Gabriela Dabrowská (334./11.), nehrající kapitán Sylvain Bruneau \| \| \| \| \| \| \| Podrobnosti \| \| \| \| \| \| \| \| \| Oba týmy se v minulosti utkaly dvakrát, naposledy v baráži Světové skupiny 2015. Rumunky drží aktivní bilanci vzájemných zápasů 2:0.[4] \| \| \| \| \| \| | |                                                                         |     |      |          |            |
| | |                                                                         | 1.  | 2.   | 3.       |            |
| 1. | | Sorana Cîrsteaová Carol Zhaová                                          | 6 2 | 6 2  |          |            |
| 2. | | Irina-Camelia Beguová Bianca Andreescuová                               | 6 3 | 64 7 | 6 2      |            |
| 3. | | Irina-Camelia Beguová Katherine Sebovová                                | 6 2 | 6 4  |          |            |
| 4. | | Sorana Cîrsteaová Bianca Andreescuová                                   |     |      |          | nehrálo se |
| 5. | | Ana Bogdanová / Ioana Raluca Olaruová Gabriela Dabrowská / Carol Zhaová | 6 4 | 1 6  | [6] [10] |            |
| Nominace | |                                                                         |     |      |          |            |
| | Rumunsko: Irina-Camelia Beguová (37./27.), Sorana Cîrsteaová (38./150.), Ana Bogdanová (86./564.), Ioana Raluca Olaruová (—/45.), nehrající kapitán Florin Segarceanu |                                                                         |     |      |          |            |
| | Kanada: Carol Zhaová (138./201.), Bianca Andreescuová (173./153.), Katherine Sebovová (319./—), Gabriela Dabrowská (334./11.), nehrající kapitán Sylvain Bruneau      |                                                                         |     |      |          |            |
| Podrobnosti | |                                                                         |     |      |          |            |
| | Oba týmy se v minulosti utkaly dvakrát, naposledy v baráži Světové skupiny 2015. Rumunky drží aktivní bilanci vzájemných zápasů 2:0.                                  |                                                                         |     |      |          |            |

### Itálie vs. Španělsko
| PalaTricalle Sandro Leombroni, Chieti, Itálie 10.–11. února 2018 antuka (hala) | | |     |     |       |  |
| \| 1. \| \| Jasmine Paoliniová Carla Suárezová Navarrová \| 2 6 \| 3 6 \| \| \| \| 2. \| \| Sara Erraniová Lara Arruabarrenová \| 6 1 \| 6 1 \| \| \| \| 3. \| \| Sara Erraniová Carla Suárezová Navarrová \| 6 3 \| 3 6 \| 6 3 \| \| \| 4. \| \| Deborah Chiesaová Lara Arruabarrenová \| 6 4 \| 2 6 \| 79 67 \| \| \| 5. \| \| Elisabetta Cocciarettová / Jasmine Paoliniová Georgina Garcíaová Pérezová / María José Martínezová Sánchezová \| 4 6 \| 3 6 \| \| \| \| Nominace \| \| \| \| \| \| \| \| \| Itálie: Sara Erraniová (142./107.), Jasmine Paoliniová (158./—), Deborah Chiesaová (179./364.), Elisabetta Cocciarettová (809./—), nehrající kapitánka Tathiana Garbinová \| \| \| \| \| \| \| \| Španělsko: Carla Suárezová Navarrová (29./.), Lara Arruabarrenová (82./60.), Georgina Garcíaová Pérezová (162./218.), María José Martínezová Sánchezová (758./—), nehrající kapitánka Anabel Medinaová Garriguesová \| \| \| \| \| \| \| Podrobnosti \| \| \| \| \| \| \| \| \| Oba týmy se v minulosti utkaly sedmkrát, naposledy v baráži Světové skupiny 2016. Španělky držely těsnou aktivní bilanci vzájemných zápasů 4:3.[5] \| \| \| \| \| \| | | |     |     |       |  |
| | | | 1.  | 2.  | 3.    |  |
| 1. | | Jasmine Paoliniová Carla Suárezová Navarrová                                                                  | 2 6 | 3 6 |       |  |
| 2. | | Sara Erraniová Lara Arruabarrenová                                                                            | 6 1 | 6 1 |       |  |
| 3. | | Sara Erraniová Carla Suárezová Navarrová                                                                      | 6 3 | 3 6 | 6 3   |  |
| 4. | | Deborah Chiesaová Lara Arruabarrenová                                                                         | 6 4 | 2 6 | 79 67 |  |
| 5. | | Elisabetta Cocciarettová / Jasmine Paoliniová Georgina Garcíaová Pérezová / María José Martínezová Sánchezová | 4 6 | 3 6 |       |  |
| Nominace | | |     |     |       |  |
| | Itálie: Sara Erraniová (142./107.), Jasmine Paoliniová (158./—), Deborah Chiesaová (179./364.), Elisabetta Cocciarettová (809./—), nehrající kapitánka Tathiana Garbinová                                           | |     |     |       |  |
| | Španělsko: Carla Suárezová Navarrová (29./.), Lara Arruabarrenová (82./60.), Georgina Garcíaová Pérezová (162./218.), María José Martínezová Sánchezová (758./—), nehrající kapitánka Anabel Medinaová Garriguesová | |     |     |       |  |
| Podrobnosti | | |     |     |       |  |
| | Oba týmy se v minulosti utkaly sedmkrát, naposledy v baráži Světové skupiny 2016. Španělky držely těsnou aktivní bilanci vzájemných zápasů 4:3.                                                                     | |     |     |       |  |